# بندقية راعدة
البندقية الراعدة هي سلاح ناري ذات سبطانة قصيرة كبيرة العيار تطلق عدة طلقات دفعة واحدة.